# ソフトコーテッド・ウィートン・テリア
ソフトコーテッド・ウィートン・テリア（Soft-Coated Wheaten Terrier）は、アイルランド原産のテリア種の犬。ジャパンケネルクラブに登録されている正式名称はアイリッシュ・ソフトコーテッド・ウィートン・テリア（Irish Soft-Coated Wheaten Terrier）である。愛称はウィートン。被毛のバリエーションとして、トラディショナル・アイリッシュ、ヘビー・アイリッシュ、イングリッシュ、アメリカンがある。アレルギーなど、人間に対する刺激が少ない犬ではないかと考えられており、アレルギーやぜんそくを持った飼育者に注目されている。

## 歴史
家畜の見張り、ガード、害獣の駆除など、様々な用途に使える犬としてアイルランドの農場で繁殖されていた。これが小動物の狩猟犬だった他のテリアと違い、ウィートンが攻撃的ではないと言われる理由であろう。ケリー・ブルー・テリアとも関係があるとされている。長い歴史を持っていたにもかかわらず、ウィートンは1937年までアイリッシュケネルクラブに公認されず、イングランドのケネルクラブにも1941年まで公認されなかった。アメリカには1946年に初めて輸出されたが、注目されるまでには数年を要することとなる。Lydia Vogelがアメリカにおける最初のブリーダーで、1973年にアメリカンケネルクラブに公認された。

## 特徴
体型はスクエアでがっしりしている。仔犬の被毛は、レッド、ブラウン、マホガニーなどの暗色かホワイトで、マズルと耳はブラックかダークブラウンが多い。仔犬の頃の暗色の被毛は、成長するに従って名前の由来になったウィートン（小麦色）か淡いブラウンになる。被毛は人間やプードルの毛のように伸び続け、定期的なトリミングを必要とし、抜け毛は非常に少ない。被毛のバリエーションの中ではアメリカン系よりもアイリッシュ系のほうが細く、シルキーであるとされる。
国によっては断尾されることもある。ノミアレルギー性皮膚炎、タンパク質吸収異常にかかりやすい。
- 体高　46～48cm
- 体重　16～20kg
- 価格　輸入のみ
- 原産国 アイルランド共和国
- 2007年国内人気順位133位